# Яндаре
Я́ндаре (ингуш. Яндаре) — село в Назрановском районе Республики Ингушетия.
Образует муниципальное образование «сельское поселение Яндаре», как единственный населённый пункт в его составе.

## Название
Ингушское название селения — Яндаре. По мнению Д. Н. Кокову оно восходит к собственному имени Ендрей и следовательно, название переводится как Ендарово. А. Н. Генко также возводит его к собственному имени, а именно к Эндери. По мнению М. Б. Долгиевы и др., в основе названия легло собственное ингушское имя «Янд» и «ара».

## География
Село расположено по обоим берегам реки Яндырка, чуть выше её впадения в Сунжу, в 7,5 км к северо-востоку от районного центра — города Назрань и в 15 км к северо-востоку от города Магас.
Ближайшие населённые пункты: на севере — город Карабулак, на северо-востоке — станица Троицкая, на юго-востоке — станица Нестеровская, на юге — село Сурхахи, на юго-западе — село Экажево и на западе — сёла Гази-Юрт и Плиево.

## История
Территория Яндаре, вместе с селениями Гази-Юрт, Сурхахи, Экажево, Али-Юрт и современным городом Магас, образует один из крупнейших археологических комплексов городищ аланского периода, где по версии ингушских исследователей находился исторический город Магас — столица средневекового государства Алания, в состав которого входила и территория современной Ингушетии.
В мае—июне 1825 года, произошло восстание жителей села под руководством старшины Джамбулата Цечоева — сподвижника Бейбулата Таймиева, которое было подавлено и закончилось арестом и казнью Цечоева по приказу генерала А. П. Ермолова.
В 1833 году в Яндаре вспыхнуло восстание во главе с Джанхотом Азаматовым. В июле того же года войсками оно было подавлено. Дома Джанхота Азаматова и его родственников были сожжены. Уничтожение всего селения было остановлено из-за заступничества назрановских ингушей.
В 1843 году село было сожжено царскими войсками, потом земля была подарена за заслуги Мальсагову царскому офицеру.
В период с 1944 по 1958 год, после депортации чеченцев и ингушей и упразднения Чечено-Ингушской АССР, село носило название — Райдзаст. После реабилитации и возвращения ингушского народа в Ингушетию, селению было возвращено его историческое название.

## Население
| 1926  | 2002    | 2006    | 2007    | 2008    | 2009    | 2010    |
| ----- | ------- | ------- | ------- | ------- | ------- | ------- |
| 2185  | ↗10 631 | ↗10 975 | ↗11 063 | ↗11 254 | ↗11 392 | ↘7980   |
| 2011  | 2012    | 2013    | 2014    | 2015    | 2016    | 2017    |
| ↗8009 | ↗8155   | ↗8251   | ↗8456   | ↗8619   | ↗8680   | ↗8786   |
| 2018  | 2019    | 2020    | 2021    | 2023    | 2024    | 2025    |
| ↗8849 | ↗9088   | ↗9206   | ↗9999   | ↗10 240 | ↗10 388 | ↗10 579 |

Национальный состав
По данным Всероссийской переписи населения 2010 года:
| № | Национальность | Численность, чел. | Доля    |
| - | -------------- | ----------------- | ------- |
| 1 | ингуши         | 7873              | 98,66 % |
| 2 | другие         | 107               | 1,34 %  |

## Инфраструктура
В селе действуют одна центральная и 4 джамаат-мечети, 3 средних школы, медресе, Дом культуры, а также сельские библиотека и амбулатория. Недалеко от мечети находится стела, посвящённая участникам Великой Отечественной войны 1941—1945 годов.

## Галерея

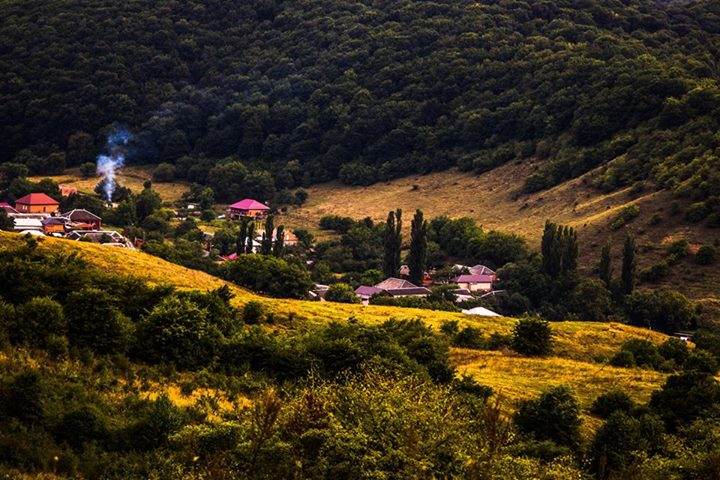
Вид на селение Яндаре
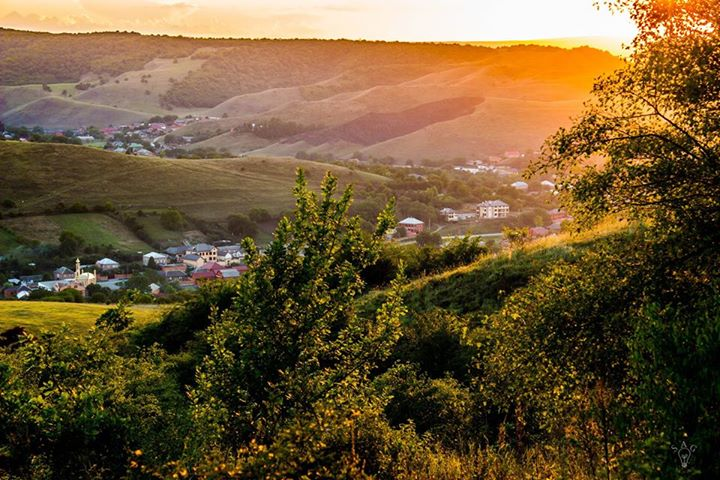
Вид на селение Яндаре
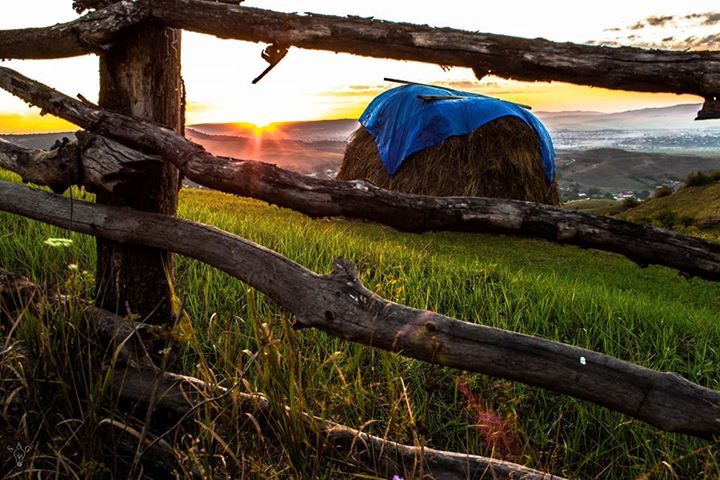
Селение Яндаре